# بالدوین فورد
بالدوین فورد (انگلیسی: Baldwin of Forde; ۱ ژانویهٔ ۱۱۲۵ – ۱۹ نوامبر ۱۱۹۰)، اسقف اعظم کانتربری در بین سال‌های ۱۱۸۵ تا ۱۱۹۰ بود که به همراه ریچارد ظی جنگ صلیبی سوم، عازم اراضی مقدس شد.